# Paulus Germí
Paulus Germí (llatí: Paulus Germīnus, grec antic: Παῦλος Γερμῖνος) o Paulus de Mísia (Παῦλος ὁ ἐκ Μυσίας), fou un escriptor grec que va escriure alguns comentaris sobre els discursos de Lísies. Foci li atribueix la destrucció de les millors oracions de Lísies amb el pretext que eren espúries. Paulus va atribuir a Lísies Περὶ τῆς Ἰφικράτους δωρεᾶς (llatí: De Dono Iphicratis).